# جام کارائیب کونکاکاف ۲۰۲۳
جام کارائیب کونکاکاف ۲۰۲۳ اولین دوره جام کارائیب کونکاکاف، اولین دوره مسابقات بین‌المللی فوتبال باشگاهی سالانه در منطقه کارائیب بود. این مسابقه توسط باشگاه‌هایی برگزار شد که اتحادیه‌های فوتبال آنها به اتحادیه فوتبال کارائیب (سی‌اف‌یو)، کنفدراسیون زیرمجموعه کونکاکاف وابسته است.
قهرمان جام کارائیب کونکاکاف ۲۰۲۳ به دور یک‌هشتم نهایی جام قهرمانان کونکاکاف ۲۰۲۴ راه یافت و تیم‌های دوم و سوم به دور اول راه یافتند.

## تیم‌ها
ده تیم از پنج انجمن عضو سی‌اف‌یو به مسابقات راه یافتند. هشت تیم از سه کشور بر اساس نتایج لیگ‌های داخلی خود و دو تیم باقی‌مانده از مسابقات کارائیب کونکاکاف ۲۰۲۳ وارد شدند.
در ابتدا، هائیتی دو سهمیه برای تیم‌های خود در مسابقات داشت. با این حال، شورای کونکاکاف تصمیم گرفت که باشگاه‌های هائیتی واجد شرایط شرکت در مسابقات نیستند زیرا لیگ داخلی آنها از ماه مه ۲۰۲۱ به دلیل ادامه بحران هائیتی غیرفعال است. در نتیجه، دو سهمیه هائیتی، یکی به جمهوری دومینیکن و یکی به جامائیکا بر اساس عملکرد باشگاه‌هایشان در پنج دوره گذشته جام باشگاه‌های کارائیب تعلق گرفت.
| انجمن                       | تیم             |
| --------------------------- | --------------- |
| جمهوری دومینیکن (۳ سهمیه)   | سیبائو          |
| جمهوری دومینیکن (۳ سهمیه)   | اتلتیکو پانتوجا |
| جمهوری دومینیکن (۳ سهمیه)   | موکا            |
| جامائیکا (۳ سهمیه)          | هاربر ویو       |
| جامائیکا (۳ سهمیه)          | دانبهولدن       |
| جامائیکا (۳ سهمیه)          | کاوالیر         |
| مارتینیک (۰+۱ سهمیه )       | گلدن لیون       |
| سورینام (۰+۱ سهمیه )        | رابین‌هود        |
| ترینیداد و توباگو (۲ سهمیه) | پورت آو اسپین   |
| ترینیداد و توباگو (۲ سهمیه) | دیفنس فورس      |

## مرحله گروهی
در مرحله گروهی، هر گروه به صورت خانگی و خارج از خانه برگزار می‌شد که در آن هر باشگاه یک بار با هر تیم دیگر در گروه خود بازی کرد، دو بازی در خانه و دو بازی خارج از خانه.
تیم‌های اول و دوم به مرحله حذفی راه یافتند.

### گروه A
| رتبه | باشگاه        | ب | پ | م | ش | گ‌ز | گ‌خ | ت‌گ | امتیاز | صلاحیت             |
| ---- | ------------- | - | - | - | - | -- | -- | -- | ------ | ------------------ |
| ۱    | کاوالیر       | ۴ | ۳ | ۱ | ۰ | ۱۱ | ۴  | ۷+ | ۱۰     | صعود به مرحله حذفی |
| ۲    | موکا          | ۴ | ۳ | ۰ | ۱ | ۶  | ۳  | ۳+ | ۹      | صعود به مرحله حذفی |
| ۳    | دیفنس فورس    | ۴ | ۱ | ۲ | ۱ | ۳  | ۴  | ۱– | ۵      |                    |
| ۴    | گلدن لیون     | ۴ | ۱ | ۰ | ۳ | ۵  | ۱۱ | ۶– | ۳      |                    |
| ۵    | پورت آو اسپین | ۴ | ۰ | ۱ | ۳ | ۴  | ۷  | ۳– | ۱      |                    |

### گروه B
| رتبه | باشگاه          | ب | پ | م | ش | گ‌ز | گ‌خ | ت‌گ | امتیاز | صلاحیت             |
| ---- | --------------- | - | - | - | - | -- | -- | -- | ------ | ------------------ |
| ۱    | رابین‌هود        | ۴ | ۳ | ۰ | ۱ | ۸  | ۴  | ۴+ | ۹      | صعود به مرحله حذفی |
| ۲    | هاربر ویو       | ۴ | ۲ | ۱ | ۱ | ۶  | ۵  | ۱+ | ۷      | صعود به مرحله حذفی |
| ۳    | سیبائو          | ۴ | ۱ | ۱ | ۲ | ۴  | ۵  | ۱– | ۴      |                    |
| ۴    | دانبهولدن       | ۴ | ۱ | ۱ | ۲ | ۳  | ۵  | ۲– | ۴      |                    |
| ۵    | اتلتیکو پانتوجا | ۴ | ۰ | ۳ | ۱ | ۴  | ۶  | ۲– | ۳      |                    |

## مرحله حذفی

### نمودار
|  | نیمه نهایی   | نیمه نهایی   | نیمه نهایی | نیمه نهایی | نیمه نهایی |   |          | فینال     | فینال     | فینال    | فینال    | فینال    |  |
|  |              |              |            |            |            |   |          |           |           |          |          |          |  |
|  | موکا         | موکا         | ۱          | ۰          | ۱ (۲)      |   |          |           |           |          |          |          |  |
|  | موکا         | موکا         | ۱          | ۰          | ۱ (۲)      |   |          |           |           |          |          |          |  |
|  | رابین‌هود (پ) | رابین‌هود (پ) | ۰          | ۱          | ۱ (۳)      |   |          |           |           |          |          |          |  |
|  | رابین‌هود (پ) | رابین‌هود (پ) | ۰          | ۱          | ۱ (۳)      |   | رابین‌هود | رابین‌هود  | ۱         | ۲        | ۳        |          |  |
|  |              |              |            |            |            |   | رابین‌هود | رابین‌هود  | ۱         | ۲        | ۳        |          |  |
|  |              |              | کاوالیر    | کاوالیر    | ۰          | ۰ | ۰        |           |           |          |          |          |  |
|  | هاربر ویو    | هاربر ویو    | کاوالیر    | کاوالیر    | ۰          | ۰ | ۰        | ۰         | ۰         | ۰        |          |          |  |
|  | هاربر ویو    | هاربر ویو    |            |            |            |   |          | ۰         | ۰         | ۰        |          |          |  |
|  | کاوالیر      | کاوالیر      | ۵          | ۰          | ۵          |   |          | رده بندی  | رده بندی  | رده بندی | رده بندی | رده بندی |  |
|  | کاوالیر      | کاوالیر      | ۵          | ۰          | ۵          |   |          |           |           |          |          |          |  |
|  |              |              |            |            |            |   |          |           |           |          |          |          |  |
|  |              |              |            |            |            |   |          | هاربر ویو | هاربر ویو | ۱        | ۱        | ۲        |  |
|  |              |              |            |            |            |   |          | هاربر ویو | هاربر ویو | ۱        | ۱        | ۲        |  |
|  |              |              |            |            |            |   |          | موکا      | موکا      | ۲        | ۱        | ۳        |  |

### نیمه نهایی
| تیم ۱     | نتیجه نهایی | تیم ۲    | بازی رفت | بازی برگشت |
| --------- | ----------- | -------- | -------- | ---------- |
| هاربر ویو | ۰–۵         | کاوالیر  | ۰–۵      | ۰–۰        |
| موکا      | ۱–۱ (۲–۳ پ) | رابین‌هود | ۱–۰      | ۰–۱        |

### رده بندی
| تیم ۱     | نتیجه نهایی | تیم ۲ | بازی رفت | بازی برگشت |
| --------- | ----------- | ----- | -------- | ---------- |
| هاربر ویو | ۲–۳         | موکا  | ۱–۲      | ۱–۱        |

### فینال
| تیم ۱    | نتیجه نهایی | تیم ۲   | بازی رفت | بازی برگشت |
| -------- | ----------- | ------- | -------- | ---------- |
| رابین‌هود | ۳–۰         | کاوالیر | ۱–۰      | ۲–۰        |